# Muddy Waters
Muddy Waters (rođen kao McKinley Morganfield), (Rolling Fork,  Mississippi, 4. travnja 1915. - Westmont, Illinois, 30. travnja 1983.), američki glazbenik.
Bio je kralj Chicago bluesa koji je u poslijeratnom razdoblju imao velik utjecaj u svojoj crnačkoj zajednici, a kasnijih godina i na bijele glazbenike, te na cijelu jednu generaciju blues i rock glazbenika. Njegov nastup na Newport Jazz festivalu 1960. godine najavio je nagli razvoj bluesa šezdesetih godina, a on je cijelo iduće desetljeće proveo na turnejama po Europi i SAD-u.
Kroz sastave koji su ga pratili prošli su poznati glazbenici: svirač usne harmonike Marvin "Little Water" Jacobs, klavijaturist Otis Spann, basist i skladatelj Willie Dixon, gitarist Jimmy Rodgers, basist Ernest "Big" Crawford, bubnjar Leonard Chess i drugi.
Šest je puta nagrađen nagradom Grammy, a u Rock and Roll Hall of Fame posmrtno je primljen 1987.

## Diskografija

### Studijski albumi
- Muddy Waters Sings "Big Bill" (1960.)
- Folk Singer (1964.)
- Muddy, Brass & the Blues (1966.)
- Electric Mud (1968.)
- After the Rain (1969.)
- Fathers and Sons (1969.)
- The London Muddy Waters Sessions (1972.)
- Can't Get No Grindin' (1973.)
- Mud in Your Ear (1973.)
- London Revisited (1974.)
- "Unk" in Funk (1974.)
- The Muddy Waters Woodstock Album (1975.)
- Hard Again (1977.)
- I'm Ready (1978.)
- King Bee (1981.)